# Hwang Tsu-yü
Hwang Tsu-yü, född 4 september 1912 i Xinyang, Henan, död 5 november 2005 i Göteborg, var en kinesisk-svensk författare, matematiker och översättare. Han avlade examen vid Nanjings universitet och arbetade sedan som lärare i Kina. 1937-39 studerade han vid Londons universitet. Under en semesterresa till Sverige bröt andra världskriget ut och Hwang blev kvar i landet. År 1987 utnämndes han till hedersdoktor vid Göteborgs universitet.
Hwang var god vän med Alf Henrikson och de gav ut flera böcker om kinesisk kultur tillsammans. "Det blommande granatäppelträdet" handlar om hans eget liv och om hans släkts historia.
Hans son Philip Hwang är professor i psykologi vid Göteborgs universitet. Hans andre son Stephen Hwang är professor i teoretisk fysik vid Karlstads universitet och från mars 2017 rektor vid Högskolan i Halmstad.